# Georges Stockly
Georges Stockly (ur. 1 sierpnia 1916, zm. 10 grudnia 1984 w Genewie) – szwajcarski koszykarz, uczestnik Letnich Igrzysk Olimpijskich 1948 i 1952 oraz Mistrzostw Europy. 
Na igrzyskach w Londynie, (gdzie jego reprezentacja zajęła 21. miejsce) zdobył 16 punktów, a także zanotował 12 fauli. Na następnej olimpiadzie w Helsinkach, Szwajcaria zajęła 20. lokatę. Na tej imprezie wystąpił w dwóch meczach, zdobywając 11 punktów, przy tym notując sześć fauli.
W 1946 r. brał udział w Mistrzostwach Europy w Koszykówce, gdzie zdobył 11 punktów (notując trzy faule). W 1951 r. po raz drugi wystąpił w imprezie tej rangi; zdobył tam 29 punktów, jednak zanotował także 17 fauli. W tej pierwsze imprezie, Szwajcarzy zajęli piąte miejsce, a pięć lat później 13. miejsce.